# Jean Leclant
Jean Leclant, né à Paris 14e le 8 août 1920 et mort à Paris 6e le 16 septembre 2011,, est un orientaliste et égyptologue français.
Spécialiste de l'histoire et la civilisation pharaonique, en particulier la XXVe dynastie, il a aussi consacré ses travaux à la civilisation méroïtique, à l'histoire religieuse, et à l'histoire de l’art, en iconographie et ethnographie.

## Biographie

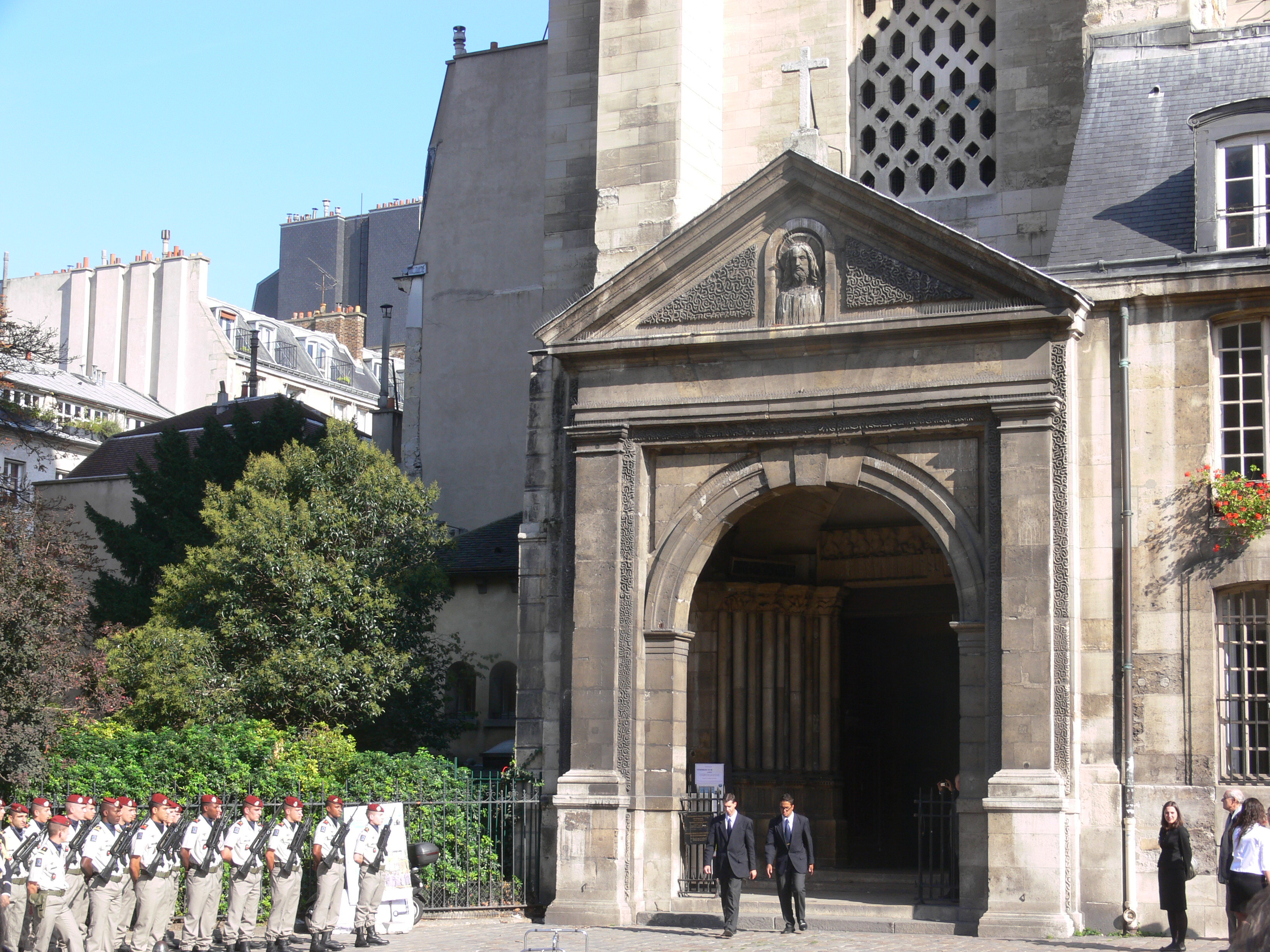
Funérailles de Jean Leclant le 23 septembre 2011 à l'église de Saint-Germain-des-Prés.

Entré à l'École normale supérieure en 1940, il est agrégé de géographie en 1945.
De 1946 à 1948, il est attaché de recherche au Centre national de la recherche scientifique et chargé de mission auprès des musées nationaux. Membre de l’Institut français d'archéologie orientale du Caire (1948-1952), il est chargé de la création du Service des antiquités de l’Éthiopie (1952). En 1953, il est élève diplômé de l’École pratique des hautes études, Ve section.
De 1953 à 1963, il est chargé de cours, puis professeur en 1955, à l’université de Strasbourg, où il devient la même année docteur ès lettres. De 1963 à 1979, il est professeur d’égyptologie à la Sorbonne et de 1964 à 1990, directeur d’études à l’École pratique des hautes études, Ve section. De 1979 à 1990, il est professeur, puis professeur émérite d’égyptologie au Collège de France et à partir de 1992, conservateur de la Villa Kérylos.
Il est aussi directeur de la Mission des experts archéologues en Éthiopie (1952-1956), de la Mission archéologique française de Saqqarah (depuis 1963) et de la Mission archéologique française au Soudan (Soleb, 1960-1978 ; Sedeinga, depuis 1979). Dans ce cadre il a effectué de nombreuses fouilles en Égypte : à Karnak, Saqqarah et Tanis ; au Soudan : à Soleb et Sedeinga ; en Éthiopie : à Axoum.
Membre de l'Institut d'Égypte, de la Société nationale des antiquaires de France, de la Society for Nubian Studies, de l’Istituto Italiano per il Medio ed Estremo Oriente, du Deutsches archäologisches Institut et de l’Österreichische Gesellschaft für Archäologie. Il est président de la Société française d'égyptologie, du Centre français des études éthiopiennes et de la Société des Africanistes. Il est aussi président d'honneur de la Société asiatique et secrétaire général de l’Association internationale des Égyptologues.
Élu, le 3 mai 1974, membre ordinaire de l’Académie des inscriptions et belles-lettres, au fauteuil d'un autre égyptologue, Jacques Vandier. Il en est élu secrétaire perpétuel, le 24 juin 1983. Il également membre de l'Académie des sciences d'outre-mer, de l’Académie royale des sciences, des lettres et des Beaux-Arts de Belgique, de l'Académie des sciences de Turin, de l'Académie des Lyncéens, de l'Académie pontanienne, de l'Académie royale espagnole, de l’Académie d'Athènes, de la British Academy, de l’Académie royale suédoise des belles-lettres, d'histoire et des antiquités, de l'Académie royale danoise des sciences et des lettres, de l'Académie roumaine, de l'Académie des sciences de Russie et de l'Academia Europaea.
Pendant les dernières années de sa vie, il occupe les fonctions de vice-président de l'Observatoire du patrimoine religieux (OPR), une association multiconfessionnelle qui œuvre à la préservation et au rayonnement du patrimoine cultuel français.
À partir de 1998, il est le premier président du Haut comité des célébrations nationales. Il le préside jusqu'en 2008.
Mort le 16 septembre 2011, il est enterré au cimetière du Montparnasse, (division 3).

## Engagement

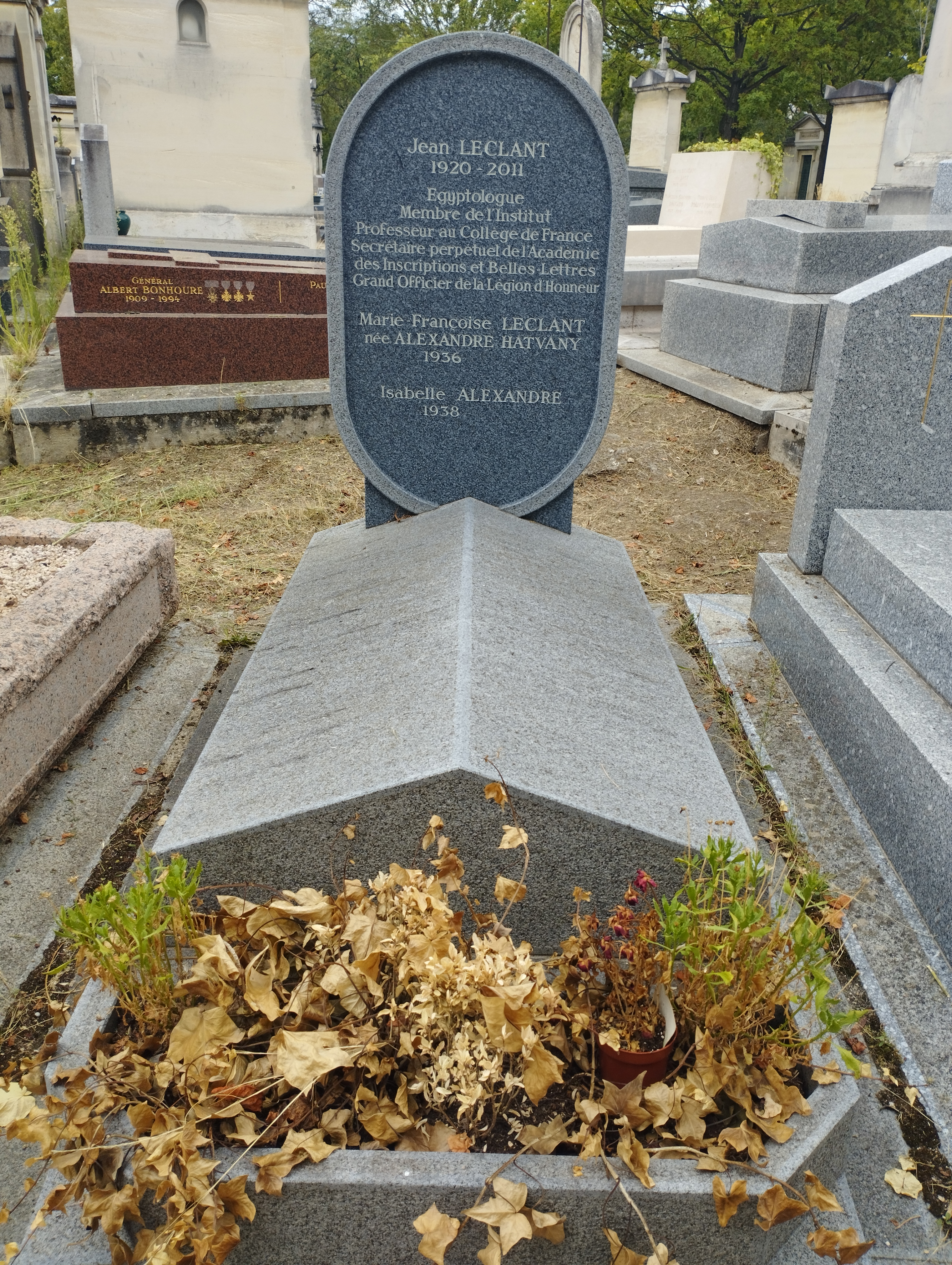
Tombe de Jean Leclant au cimetière du Montparnasse (division 3).

Il est l'un des initiateurs de la pétition Liberté pour l'histoire.

## Décorations

### Décorations françaises
- Grand officier de la Légion d'honneur
- Grand officier de l'ordre national du Mérite
- Commandeur de l'ordre des Palmes académiques
- Commandeur dans l’ordre des Arts et des Lettres
- Chevalier de l'ordre du Mérite militaire

### Décorations étrangères
- Grand officier de l’ordre de la République (Égypte)
- Officier de l’ordre impérial de Ménélik (en) (Éthiopie)
- Grand officier de l'ordre du Mérite de la République italienne (2005)[13]
- Première classe de l’ordre des Deux Nils (Soudan)

## Distinctions
- Docteur honoris causa
  - de l’université catholique de Louvain
  - de l'université de Bologne
  - de l'université de Vienne
- Prix Balzan pour l'art et l'archéologie de l’antiquité (1993)
- Prix mondial Cino-Del-Duca (2000)

## Principales publications
Il est l'auteur de plusieurs ouvrages et articles fondamentaux pour la connaissance historique de l'Égypte antique dont :
- Enquêtes sur les sacerdoces et les sanctuaires égyptiens à l'époque dite Éthiopienne, XXVe dynastie, no 17, BdE, IFAO, Le Caire, 1954[15].
- Karnak-nord IV, 2 vol. (avec Paul Barguet et Clément Robichon), FIFAO, Le Caire, 1954.
- Fouilles et travaux en Égypte, 1955-1957, no 27, fasc. 1, Orientalia, Pontificium institutum biblicum, Roma, 1958.
- Montouemhat : Quatrième prophète d'Amon, prince de la ville, Institut français d'archéologie orientale, Paris, 1961.
- Fouilles et travaux en Égypte et au Soudan, 1960-1961, no 31, fasc. 3, Orientalia, Pontificium institutum biblicum, Roma, 1962.
- Fouilles et travaux en Égypte et au Soudan, 1961-1962, no 32, fasc. 2, Orientalia, Pontificium institutum biblicum, Roma, 1963.
- Recherches sur les monuments Thébains de la XXVe dynastie dite éthiopienne, 2 vol., BdE, IFAO, Le Caire, 1965.
- Soleb I, 1813-1963 (avec Michela Schiff Giorgini et Clément Robichon), Sansoni, Florence, 1965.
- Soleb II, les nécropoles (avec Michela Schiff Giorgini et Clément Robichon), Sansoni, Florence, 1971.
- Mission archéologique de Saqqarah, I, le temple haut du complexe funéraire du roi Téti (avec Jean-Philippe Lauer), BdE, IFAO, Le Caire, 1972.
- Inventaire bibliographique des Isiaca (avec Gisèle Clerc), E.J. Brill, Leiden, 1972-1974.
- Les textes de la pyramide de Pépi Ier, reconstitution de la paroi est de l’antichambre, CRAIBL, Paris, 1977.
- Mission archéologique de Saqqarah. II, Le temple haut du complexe funéraire du roi Ounas (avec Audran Labrousse et Jean-Philippe Lauer), no 73, BdE, IFAO, Le Caire, 1977.
- Recherches à la pyramide de Pépi Ier (Saqqarah 1972-1976),  BSFE, Paris, 10/1976-03/1977.
- Le temps des pyramides (avec Cyril Aldred, Jean-Louis Hellouin de Cenival, Fernand Debono, Christiane Desroches Noblecourt, Jean-Philippe Lauer et Jean Vercoutter), L'univers des formes, Gallimard, Paris, 1978.
- L'empire des conquérants (avec Cyril Aldred, Paul Barguet, Christiane Desroches Noblecourt et H.W. Müller), L'univers des formes, Gallimard, Paris, 1979.
- Fouilles et travaux en Égypte et au Soudan, 1978-1979, no 49, p. 346-420, Orientalia, 1980.
- L'Égypte du crépuscule (avec Cyril Aldred, François Daumas et Christiane Desroches Noblecourt), L'univers des formes, Gallimard, Paris, 1980.
- T.P. Pépi Ier, VI, à propos des textes des pyramides, MGEM, IFAO, Le Caire, 1985.
- De l’égyptophilie à l'égyptologie : érudits, voyageurs, collectionneurs et mécènes, Académie des inscriptions et belles lettres, Paris, 1985[16].
- L'écriture et l'art de l'Égypte ancienne, Quatre leçons sur la paléographie et l'épigraphie pharaoniques (avec H.G. Fischer), PUF, Paris, 1986.
- Memphis et ses nécropoles au Nouvel Empire (avec A. Zivie), Nouvelles données, nouvelles questions, CNRS, Paris, 1988.
- Aux sources de l'égyptologie européenne : Champollion, Young, Rosellini, Lepsius, Académie des inscriptions et belles-lettres, Paris, 1991[17].
- Archaeological Activities in Egypt, Vol. 1, p. 3-9, Atti del VI Congresso Internazionale di Egittologia, Turin, 1992.
- Noubounet, une nouvelle reine d'Égypte, p. 211-219, Gegengabe Brunner-Traut, Attempto Verlag, Tübingen, 1992.
- À propos des Aegyptiaca du haut Moyen Âge en France, p. 77-80, The Heritage of Egypt. Studies Iversen, Museum Tusculanum Press, Copenhagen, 1992.
- Diana Nemorensis, Isis et Bubastis, p. 251-257, Studies in Pharaonic Religion and Society in honour of J. Gwyn Griffiths, The Egypt Exploration Society, London, 1992.
- Fouilles et travaux en Égypte et au Soudan, 1993-1994 (avec Gisèle Clerc), no 64, fasc. 3, p. 225-355, Orientalia, Rome, 1995.
- L'Égyptomanie à l’épreuve de l’archéologie, Musée du Louvre, Paris, 1996.
- Fouilles et travaux en Égypte et au Soudan (avec Gisèle Clerc), 1994-1995, no 65, fasc. 3, p. 234-356, Orientalia, Roma, 1996.
- L'architecture des pyramides à textes, I, Saqqara Nord,  2 vol. (avec Jean-Philippe Lauer et Audran Labrousse), no 114, BdE, IFAO, Le Caire, 1996.
- Textiles d'Antinoé (avec M. Rassart-Debergh), Muséum d'histoire naturelle, Colmar, 1997.
- L'expédition d'Égypte, postérités et prospectives (avec C. Langlois, A. Decaux, J. Tulard, F. Gros et G. Le Rider), Palais de l'Institut, Paris, 1998.
- Le décret de Memphis, bicentenaire de la découverte de la Pierre de Rosette (avec Dominique Valbelle), De Boccard, Paris, 1999.
- Histoire Générale de l'Afrique. Volume II : L'Afrique Ancienne (avec G. Mokhtar, L'empire de Koush : Napata et Méroé), Edicef/Unesco, Paris, Nouvelle édition, 2000[18].
- Répertoire d'épigraphie méroïtique : corpus des inscriptions publiées, 3 vol., Académie des Inscriptions et Belles Lettres, Paris, 2000.
- Au fil du Nil, le parcours d'un égyptologue, Académie des inscriptions et belles lettres, Paris, 2001[19].
- Les textes de la pyramide de Pépy Ier, 1, édition, description et analyse, 2, facsimilés (avec Catherine Berger-el Naggar, Bernard Mathieu et I. Pierre-Croisiau), MIFAO, Le Caire, 2001.
- Dictionnaire de l’Antiquité [sous la dir. de], PUF, Paris, 2005, collection Quadrige, 2464 pages[20], (ISBN 2-13-055018-5).